# رينير بونتيوس
رينير بونتيوس (بالهولندية: Reinier Bontius) كان طبيبًا هولنديًا.

## نُبذة
كان الابن الأكبر الثاني لجيرارد بونتيوس طالبًا شابًا للأدب في 12 فبراير 1590، التحق بجامعة لايدن. درس بشكل خاص الفلسفة والرياضيات وعلم الفلك في معية رودولف سينل. بناءً على طلب والده، عمل مع يوهانس هيرنيوس وبيتروس بافيوس في العلوم الطبية. اكتسب سمعة طيبة كطبيب، لذلك قرر أمناء جامعة ليدن أن يتم تعيينه في 8 فبراير 1606 أستاذًا للطب.